# Powiat wrocławski
Powiat wrocławski – powiat w Polsce (województwo dolnośląskie), utworzony w 1999 roku w ramach reformy administracyjnej. Jego siedzibą jest miasto Wrocław. Obejmuje obszar wokół Wrocławia, na wschód i południe od miasta, zaś sam Wrocław jest oddzielnym miastem na prawach powiatu.

## Skład powiatu
W skład powiatu wchodzą:
- gminy miejsko-wiejskie: Kąty Wrocławskie, Siechnice, Sobótka
- gminy wiejskie: Czernica, Długołęka, Jordanów Śląski, Kobierzyce, Mietków, Żórawina
- miasta: Kąty Wrocławskie, Siechnice, Sobótka
- liczba wsi: 249

Przed 1 stycznia 1999 r. wszystkie gminy powiatu należały do województwa wrocławskiego.
Nie wszystkie obecne gminy wchodziły w skład powiatu wrocławskiego przed jego likwidacją w 1975 roku. Gmina Jordanów Śląski oraz dwie wsie z gminy Kobierzyce (Pustków Wilczkowski oraz Tyniec nad Ślęzą) należały do powiatu dzierżoniowskiego, gmina Czernica - do powiatu oławskiego, gmina Długołęka - do powiatu oleśnickiego a nieistniejąca dzisiaj gmina Łozina (część gminy Długołęka) - do powiatu trzebnickiego.

## Demografia
Liczba ludności (dane z 30 czerwca 2009):
|        | Ogółem  | Ogółem | Kobiety | Kobiety | Mężczyźni | Mężczyźni |
| osób   | %       | osób   | %       | osób    | %         |           |
| ------ | ------- | ------ | ------- | ------- | --------- | --------- |
| Ogółem | 109 692 | 100    | 55 819  | 50,89   | 53 873    | 49,11     |
| Miasto | 16 365  | 14,92  | 8540    | 7,79    | 7825      | 7,13      |
| Wieś   | 93 327  | 85,08  | 47 279  | 43,10   | 46 048    | 41,98     |

▶Wieś vs ▶miasto
Ogółem (▶k, ▶m)
Miasto (▶k, ▶m)
Wieś (▶k, ▶m)

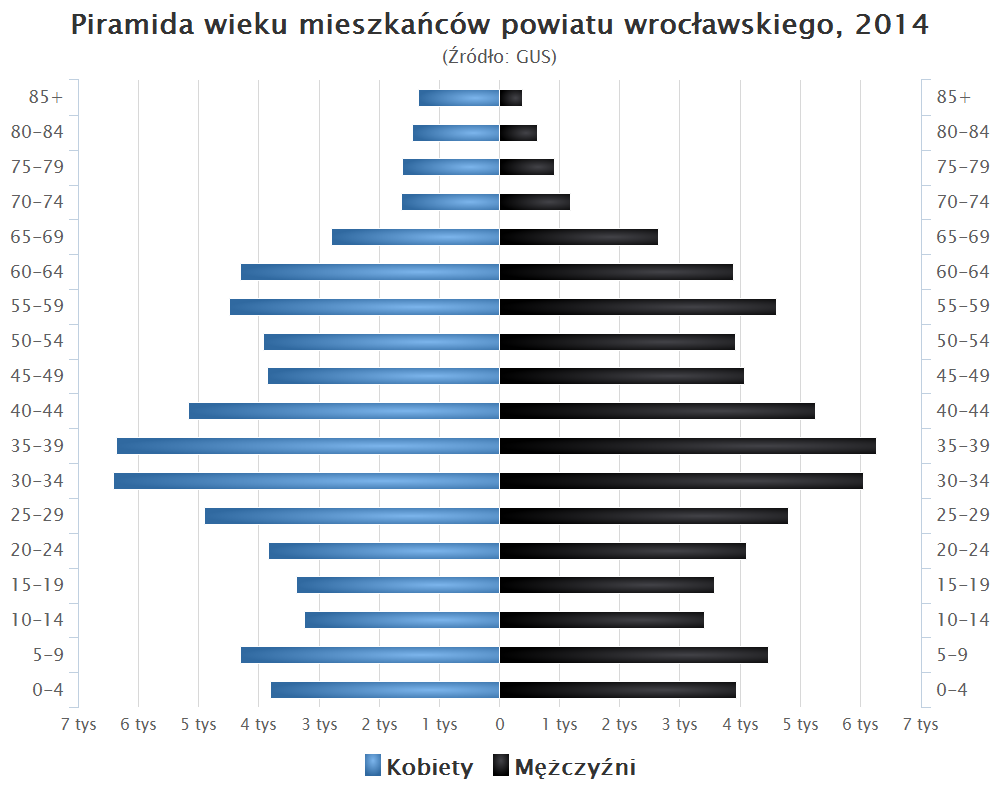
Piramida wieku mieszkańców powiatu wrocławskiego w 2014 roku

Według danych z 31 grudnia 2019 roku powiat zamieszkiwało 151 385 osób. Natomiast według danych z 30 czerwca 2020 roku powiat zamieszkiwało 153 876 osób.

## Gospodarka
W końcu września 2019 roku liczba zarejestrowanych bezrobotnych w powiecie obejmowała około 1,2 tys. mieszkańców, co stanowiło stopę bezrobocia na poziomie 1,7% do aktywnych zawodowo.

## Podział administracyjny
| Gmina                  | Rodzaj          | Powierzchnia (km²) | Ludność (2008) | Siedziba         |
| Gmina Długołęka        | wiejska         | 212.4              | 22,593         | Długołęka        |
| Gmina Kąty Wrocławskie | miejsko-wiejska | 176.5              | 18,993         | Kąty Wrocławskie |
| Gmina Kobierzyce       | wiejska         | 149.1              | 15,028         | Kobierzyce       |
| Gmina Siechnice        | miejsko-wiejska | 98.6               | 14,885         | Siechnice        |
| Gmina Sobótka          | miejsko-wiejska | 135.4              | 12,479         | Sobótka          |
| Gmina Czernica         | wiejska         | 84.2               | 10,512         | Czernica         |
| Gmina Żórawina         | wiejska         | 120.1              | 8,320          | Żórawina         |
| Gmina Mietków          | wiejska         | 83.3               | 3,863          | Mietków          |
| Gmina Jordanów Śląski  | wiejska         | 56.6               | 3,019          | Jordanów Śląski  |

## Starostowie wrocławscy
Na podstawie źródła:
- Andrzej Wąsik (10 listopada 1998 – 10 grudnia 2010)
- Andrzej Szawan (10 grudnia 2010 – 15 listopada 2013)
- Roman Potocki (15 listopada 2013 – 7 maja 2024)
- Włodzimierz Chlebosz (od 7 maja 2024)[8]

## Sąsiednie powiaty
- Wrocław (miasto na prawach powiatu)
- powiat dzierżoniowski
- powiat świdnicki
- powiat średzki
- powiat trzebnicki
- powiat oleśnicki
- powiat oławski
- powiat strzeliński